# اسبيرانكا نوفا
اسبيرانكا نوفا بلدية في ولاية بارانا في المنطقة الجنوبية من البرازيل.